# El síndrome de Svensson
El síndrome de Svensson es una película española, dirigida por Kepa Sojo.

## Sinopsis
Ángel Mari Svensson sufre un mal muy extraño que le obliga a viajar hasta Játiva para intentar solucionarlo de cualquier forma posible, para ello, decide realizar su viaje en auto-stop.
Este viaje hará que Ángel se encuentre con personas de lo más peculiares, entre las que están Emma y Nuria, dos jóvenes muy pijas que se han perdido paseando por el barrio chino de Valencia y buscan como llegar a su destino. Mariloli, una churrera cansada de su monótona vida y de su novio, Ruperto, topándose con nuestro protagonista mientras huye de su propia boda.
Cuando Ángel cree que ha vivido suficientes situaciones peculiares durante su viaje a tierras valencianas, seguirá encontrándose con personajes como Maruja, la cual se encuentra harta de su marido, al que llaman El Camisas. 
Finalmente, todas estas únicas y extravagantes personas se acaban juntando con Ángel Mari, terminando todos en un gran concierto donde actúan los KU-3, el grupo pop número 1 del momento.

## Reparto
- Andoni Agirregomezkorta, como Tomás.
- Gorka Aguinagalde, como Bruna, Norman y Picolo.
- María Almudéver, como Noemi.
- Txema Blasco, como hombre viejo.
- Manolo Cal, como padre Argote.
- Claudia Clair, como streaper.
- Adriá Collado, como hombre carismático.
- Ana Conca, como Emma.
- Pau Cólera, como Fermín.
- Jorge de Juan, como organizador.
- Secun de la Rosa, como rapero Spain.
- Guillermo Eced, como borracho.
- Amparo Fernández
- Eric Francés, como Gabriel, el cataléptico.
- Alejandro Garrido, como Ángel Mari Svensson.
- Lucía Hoyos, como mensajera y pilingui.
- Santi Laresgoiti, como el quinto Beatle.
- Fele Martínez, como el pringao de la roulotte.
- Manolo Melero
- Emilio Mencheta, como cliente.
- Mayte Mira
- Paula Miralles, como Núria.
- Santiago Molero, como Ruperto.
- Antonio Pagudo, como Teles.
- Rulo Pardo, como camarero y Patro.
- Raúl Pérez
- Juan Querol, como Dj Txanfer.
- Eulalia Ramón, como Maruja.
- Maxi Rodríguez, como cantante chungo y picolo.
- Lluvia Rojo, como Mariloli.
- Martxelo Rubio, como Demetrio.
- José Sancho, como El Camisas.
- Sonia Segura, como opusiana.
- Kepa Sojo, como abono.
- Alejandro Tejería, como cliente y cantante Trash.
- Willy Toledo
- Nacho Vigalondo, como Virgilio.
- Iván Villanueva, como camarero.
- Josep Manel Andrés, conocido como Jandres, como extra en el concurso de comer flanes, en la banda y en el concierto de rock, al lado del protagonista. Lleva el pelo largo.